# Halssteklar
Halssteklar (Xiphydriidae) är en familj i insektsordningen steklar som omfattar cirka 120 arter. De finns i eller vid lövskog, då larverna borrar i död ved av olika lövträd. I Sverige finns tre arter, varav kamelstekel (Xiphydria camelus) är vanligast. De andra två arterna, Xiphydria prolongata och Xiphydria picta, är båda mer sällsynta. 

## Kännetecken
Kännetecknade för de fullbildade insekterna är att de ser ut att ha en lång och smal "hals", att antennerna är trådformade och har 13-19 leder och att framvingarna har ett markant vingmärke. Honan har också ett påfallande äggläggningsrör. För de europeiska arterna är kroppslängden mellan 6 och 21 millimeter. Larven är benlös eller har starkt reducerade ben.